# Kate Hudson
Kate Garry Hudson, född 19 april 1979 i Los Angeles, Kalifornien, är en amerikansk skådespelare och författare. Hudsons fick sitt genombrott i filmen Almost Famous år 2000, vilken hon fick en Oscarsnominering och en Golden Globe-vinst för.

## Familj
Kate Hudson är dotter till skådespelarna Bill Hudson och Goldie Hawn.
Hon var tidigare gift med musikern Chris Robinson. 2004 fick de en son, Ryder Russell Robinson. De skilde sig 2006 efter nästan sex års äktenskap. Hudson var därefter förlovad med sångaren i Muse, Matthew Bellamy. De bröt förlovningen i december 2014 men har en son, Bingham Hawn Bellamy, född i juli 2011. Från 2016 sammanlever hon med musikern Danny Fujikawa med vilken hon har en dotter, som föddes i oktober 2018.

## Filmografi i urval
- 1998 – Desert Blue
- 1998 – Ricochet River
- 1999 – 200 Cigarettes
- 2000 – Dr. T och kvinnorna
- 2000 – Skvaller
- 2000 – About Adam
- 2000 – Almost Famous
- 2002 – The Four Feathers
- 2003 – Skilsmässa på franska
- 2003 – Alex & Emma
- 2003 – Hur man blir av med en kille på 10 dagar
- 2004 – Helens små underverk
- 2005 – Skeleton Key
- 2006 – Du, jag och Dupree
- 2007 – Cutlass (manus och regi)
- 2008 – Fool's Gold
- 2008 – My Best Friend's Girl
- 2009 – Bröllopsduellen
- 2009 – Nine
- 2009 – A Dream of Red Mansions
- 2011 – Something Borrowed
- 2011 – A Little Bit of Heaven
- 2012–2013 – Glee (TV-serie)
- 2012 – Den ovillige fundamentalisten
- 2013 – Clear History
- 2014 – Wish I Was Here
- 2014 – Good People
- 2016 – Deepwater Horizon
- 2022 – Glass Onion: A Knives Out Mystery
- 2025 – Running Point (TV-serie)
- 2025 – Song Sung Blue